# 김창회
김창회는 대한민국의 배우이다.

## 학력
- 울산 무룡고등학교
- 서울예술대학

## 출연 작품

### 영화
- 《아기와 나》 (2017년) - 순경 역
- 《역린》 (2014년) - 금위영 조장 역
- 《또 하나의 약속》 (2014년) - 김종대 역
- 《회사원》 (2012년) - 윤 사원 역
- 《시체가 돌아왔다》 (2012년) - 똘만 역
- 《결정적 한방》 (2011년) - 젊은 한국 역

### 드라마
- 《너의 노래를 들려줘》 (2019년, KBS2) - 최기상 역
- 《그녀의 사생활》 (2019년, tvN) - 김 비서 역
- 《하나뿐인 내편》 (2018년, KBS2) - 홍 비서 역
- 《무법 변호사》 (2018년, tvN) - 민 수사관 역
- 《킹덤》 (2019년, Netflix) - 도진의 내금위 역

### 뮤지컬
- 《장부가》 - 미조부치 역

### 연극
- 《경환이》 - 태호 역